# Collix relocata
Collix relocata là một loài bướm đêm trong họ Geometridae.